# Tom Turesson
Tom Turesson est un footballeur et entraîneur suédois, né le 17 mai 1942 et mort le 13 décembre 2004.

## Biographie
En tant qu’attaquant, il est international suédois à 22 reprises (1962-1971) pour 9 buts.
Il participe à la Coupe du monde de football de 1970, au Mexique. Il ne joue pas contre l’Italie. Il est titulaire contre Israël : il inscrit un but à la 53e minute, match se soldant par un match nul (1-1). Il est remplaçant lors du dernier match de poule contre l’Uruguay, remplaçant Ove Kindvall. La Suède est éliminée dès le premier tour du tournoi.
Il inscrit un but contre l’Irlande, en éliminatoires du championnat d'Europe de football 1972, mais la Suède ne se qualifie pas pour la phase finale.
Il joue dans deux clubs : le Hammarby IF en Suède et le FC Bruges en Belgique. 
Avec le premier, il remporte deux championnats de deuxième division en 1964 et en 1966. Avec le second, il remporte la coupe de Belgique en 1970, de plus, il inscrit le premier but de la finale à la 10e minute, match gagné 6 buts à 1 contre le  Daring Club de Bruxelles.
Il a une brève expérience d’entraîneur en 1978, avec son ancien club, l'Hammarby IF mais il ne remporte aucun titre.

## Palmarès
- Championnat de Suède de football D2
  - Champion en 1964 et en 1966
- Championnat de Belgique de football
  - Vice-champion en 1970
- Coupe de Belgique de football

- - Vainqueur en 1970